# میلفورد ولپاف
میلفورد ولپاف (به انگلیسی: Milford H.Wolpoff) (زاده ۱۹۴۲، شیکاگو، ایلینوی) دیرین‌مردم‌شناس آمریکایی است. او از ۱۹۷۷ استاد مردم‌شناسی و پژوهشگر موزه مردم‌شناسی دانشگاه میشیگان بوده‌است.
او از پیشگامان مطرح کنندهٔ فرضیهٔ چند ناحیه‌ای در تکامل انسان است. او نویسنده کتاب سال ۱۹۸۰ و ۱۹۹۹ Paleoanthropology (مک‌گرا-هیل)، و نویسنده مشترک Race and Human Evolution: A Fatal Attraction کتابی دربارهٔ شواهد علمی و فرضیه‌های تکامل انسان است.
تحقیقات او مدل 'خروج از آفریقا' تکامل انسان را به چالش می‌گیرد، و مدل چندناحیه‌ای را جایگزین می‌کند. علت آن عدم قبول تعادل نقطه‌ای از سوی اوست.